# Pedro I, duque da Bretanha
Pedro I (em francês:  Pierre; c. 1187 — 26 de maio de 1250), também conhecido como Pedro Mauclerc e Pedro de Dreux, reinou como Duque da Bretanha ao lado de sua esposa Alice, Duquesa da Bretanha de 1213 a 1221, e foi regente do ducado de seu filho menor João I de 1221 a 1237. Como duque, ele também foi o primeiro Conde de Richmond de 1218 a 1235.

## Biografia
Pedro era o segundo filho homem de Roberto II, conde de Dreux, e da segunda esposa deste, Iolanda de Coucy. Descendia da dinastia capetiana e era primo em terceiro grau do rei Luís VIII da França. Apesar da ascendência real, como o filho mais novo de um ramo cadete, as perspectivas iniciais de Pedro eram as de um nobre menor, com uns poucos feudos dispersos na Ilha-de-França e em Champagne.

### Duque da Bretanha
Em 1212, porém, o rei Filipe II da França precisava encontrar um governante fraco e leal para a Bretanha. O ducado ficava próximo das rotas marítimas entre a Inglaterra e os territórios ingleses na Gasconha. Ela estava sendo governada com uma mão menos do que forte de Guido de Thouars, viúvo de Constança,  duquesa da Bretanha, como regente por sua filha menor, Alice. Era preocupante também o fato de a meia-irmã mais velha de Alice, Leonor, herdeira da Bretanha, estar numa prisão inglesa.
Filipe desfez o noivado de Alice com o príncipe bretão Henrique de Penthièvre, e se voltou para seu primo francês Pedro, então no início dos seus vinte anos. Pedro casou-se com Alice e, em 27 de janeiro de 1213, prestou homenagem ao rei pela Bretanha. Há alguma ambiguidade sobre se Pedro deveria ser considerado duque ou conde da Bretanha. O rei e o Papa (e suas cortes) sempre se referiam a ele como "conde",  mas, em suas próprias cartas, Pedro usava o título de "duque".

### Invasão inglesa e aquisição do condado de Richmond
Em 1214, o rei João I da Inglaterra tinha reunido uma coalizão formidável contra os franceses. Ele aterrissou em Poitou enquanto que o imperador Oto IV se preparava para invadir pelo norte. João despistou algumas forças francesas no norte de Poitou, e então se moveu para o litoral sul da Bretanha, defronte de Nantes. Pedro o expulsou dali após uma breve escaramuça, mas nada fez para impedir a moção seguinte de João para o vale do Loire, onde ele tomou algumas fortalezas bretãs  e então cercou La-Roche-au-Moin. Os vassalos poitevinos de João, contudo, recusaram-se a combater um exército francês liderado pelo príncipe Luís (depois Luís VIII da França). Nesse ínterim, o exército de Oto era massacrado em Bouvins, em 27 de julho de 1214, e a invasão fracassou.
Não é claro por que João tentou capturar Nantes, ainda menos por que o faria da maneira mais difícil, pela passagem muito bem guadada pelo Loire. Nem por que Pedro se negou a impedir seus exércitos enquanto João marchava a leste. Uma explicação provável é que ambos chegaram a algum tipo de acordo pelo qual João deixaria a Bretanha em paz momentaneamente e, em troca, os bretões não o importunariam mais. João tinha algo a oferecer a Pedro: o condado de Richmond. Esta grande honraria inglesa fora tradicionalmente de posse dos duques da Bretanha, e, de fato, um tema constante nos assuntos políticos de Pedro era o desejo de reter as rendas inglesas de Richmond.
Pedro não cedeu à oferta do monarca inglês e tomou o partido do rei Filipe em seus conflitos contra os barões ingleses. Além disso, o príncipe Luís estava novamente lutando contra os ingleses. Mas quando Luís foi derrotado, Pedro foi mandado como um dos negociadores para um tratado de paz. Depois que as negociações foram terminadas (em 1218), Guilherme, o Marechal, regente pelo jovem rei Henrique III da Inglaterra, reconheceu Pedro como conde de Richmond. O centro das propriedades do condado em Yorkshire estava nas mãos de Ranolfo de Blundeville, 7o conde de Chester, o qual o regente não podia antagonizar, mas Pedro recebeu as propriedades do condado fora de Yorkshire, as quais de fato geravam a maior parte da renda do condado. Ranolfo era o ex-esposo de Constança, duquesa da Bretanha, sogra de Pedro.

### Fortalecimento da autoridade do Duque
Enquanto as negociações prosseguiam lentamente, Pedro voltava sua atenção para seu próximo objetivo. A autoridade dos duques da Bretanha fora tradicionalmente pouco influente, comparada aos grandes pares do norte da França. O duque não podia, por exemplo, impedir a construção de castelos por seus condes. Nem o direito à guarda dos herdeiros de menor idade de seus vassalos. Pedro pretendia restabelecer seu relacionamento com seus vassalos segundo o que aprendeu da corte real capetiana.
Para esse fim, ele simplesmente decretou novas leis, e então enfrentou o tumulto inevitável que resultou da reação de seus barões. Seguiu-se então uma série de pequenas guerras civis e manobras políticas, mas, por volta de 1223, os barões já tinham todos aquiescido às mudanças ou foram desapropriados.
Os seis bispos bretões eram a outra ameaça ao poder ducal, uma vez que tinham posses substanciais (incluindo o controle de todas ou parte das poucas cidades da Bretanha) e eram resistentes em face das tentativas de Pedro para aumentar os rendimentos aumentando os impostos ou simplesmente se apossando dos bens episcopais. Por isso, ele foi excomungado por um tempo, entre 1219 e 1221. Pedro se sujeitou afinal, mas este não foi seu último conflito com os bispos. Devido a esses conflitos, ele recebeu a alcunha de Mauclerc.

### Últimos anos e morte
A esposa de Pedro morreu em 21 de novembro de 1221, deixando três filhos novos. Ela tinha 21 anos e pouco se sabe a respeito dela além de seus fatos genealógicos. Sua morte significava que Pedro não era mais duque, embora ele tenha continuado a governar o ducado com a mesma autoridade, como regente por seu filho João, então um menino de quatro anos.
A morte de Alice mudou os objetivos de Pedro de duas maneiras. Primeiro, ele objetivava adquirir algum território adicional, que não fizesse parte do ducado, para aumentar sua aposentadoria depois que seu filho atingisse a maioridade. Segundo, havia uma forte tradição na França de que um herdeiro menor, quando atingisse a maioridade, ter sua propriedade no estado em que estava quando o herdasse. Assim, Pedro agora não podia assumir riscos sem temer pelo futuro de seu filho. Ele entregou o ducado para seu filho em 1237, depois do que passou a ser chamado Pedro de Braine.
Em  1249, Pedro acompanhou o rei Luís IX na Sétima Cruzada e foi capturado em Fariscur, em 6 de abril de 1250, após ser ferido na batalha de Almançora. Ele faleceu no mar, durante seu retorno à Europa ocidental.

### Família e descendência
Pedro casou-se três vezes. Seu primeiro casamento, em 1213, foi com Alice, duquesa da Bretanha, com quem teve três filhos:
- João I (1217-1286), duque da Bretanha;
- Iolanda da Bretanha (1218-1272), condessa de Penthièvre, casada com Hugo XI, senhor de Lusignan, conde da Marca e de Angoulême;
- Artur (1220-1224), noivo de Joana de Craon, filha de Amaurício I, senhor de Craon.

Alice faleceu em 1221. Nove anos depois, Pedro se casou pela segunda vez, com uma mulher chamada de Nicole, mas ela faleceu em 6 de fevereiro de 1232, sem deixar filhos.
A terceira esposa de Pedro foi Margarida de Commequiers, senhora de Montaigu e de La Garnache, viúva HugoI, visconde de Thouars, tio-avô da primeira esposa de Pedro. Ela era filha de Mauricio II de Commequiers, senhor de Montaigu, e de Heloísa de La Garnache. O casamento ocorreu por volta de 1236 e gerou um filho:
- Olívio de Braine (1231-1279), senhor de Machecoul.